# Nieuwerkerk aan den IJssel
Nieuwerkerk aan den IJssel é uma cidade e antigo município dos Países Baixos, na província da Holanda do Sul. Possui 3,46 quilômetros quadrados de área e segundo o censo de 2018, havia 20 140 habitantes. Uma vila de nome Nuwerkerke foi citada em 1250, mas a primeira menção segura a Nieuwerkerk ocorreu em 1282.